# Moczenie nocne
Moczenie nocne (łac. enuresis nocturna) – zjawisko polegające na niekontrolowanym oddawaniu moczu, w ciągu dnia lub podczas snu, po 3. roku życia. Jest to problem popularny w wieku dziecięcym i w większości przypadków problem ten znika sam do 5. roku życia – w przeciwnym wypadku najlepszym okresem do podjęcia leczenia jest wiek 5–6 lat. Może towarzyszyć wadom rozwojowym dróg moczowych, rozszczepowi rdzenia kręgowego, czasem przewlekłej niewydolności nerek, może mieć też tło psychogenne.
Nieleczone zjawisko może spowodować nasilenie się choroby i rozwój problemów psychicznych.

## Epidemiologia
Według DSM-IV rozpowszechnienie moczenia nocnego wynosi 7% u chłopców i 3% u dziewczynek w wieku 5 lat.

## Przyczyny moczenia nocnego
Do przyczyn moczenia nocnego należą:
- Mały pęcherz, który może nie być wystarczająco rozwinięty,
- Nerwy kontrolujące pęcherz dojrzewają powoli, a wtedy pełny pęcherz może nie obudzić dziecka – zwłaszcza jeśli śpi głęboko,
- Brak równowagi hormonalnej, gdy dzieci jeszcze nie wytwarzają wystarczającej ilości hormonu ADH, aby zmniejszyć nocne wytwarzanie moczu,
- Zakażenie dróg moczowych, które mogą zwiastować: częste oddawanie moczu, czerwony lub różowy mocz oraz ból podczas jego oddawania,
- Obturacyjny bezdech senny, w którym oddychanie dziecka jest przerywane podczas snu – często z powodu zapalenia lub powiększenia migdałków podniebiennych i/lub gardłowych oraz otyłości. Mogą temu towarzyszyć chrapanie i senność w ciągu dnia,
- Cukrzyca, której pierwszym symptomem może być moczenie u dziecka, które zwykle było w nocy „suche”. Inne oznaki to oddawanie dużych ilości moczu na raz, zwiększone pragnienie, a także zmęczenie i utrata wagi – pomimo dobrego apetytu,
- Chroniczne zatwardzenie, ponieważ to te same mięśnie kontrolują wydalanie moczu i stolca. Długotrwałe zaparcia upośledzają ich funkcjonowanie,
- Problem strukturalny w układzie moczowym lub nerwowym, ale te są stosunkowo rzadkie[1].

## Klasyfikacja ICD10
| kod ICD10     | nazwa choroby  |
| ------------- | -------------- |
| ICD-10: F98.0 | Moczenie nocne |
| ICD-10: R32   |                |